# Perdita retusa
Perdita retusa är en biart som beskrevs av Timberlake 1960. Perdita retusa ingår i släktet Perdita och familjen grävbin. Inga underarter finns listade i Catalogue of Life.